# Pierre-Arsène Lelong
Pour les articles homonymes, voir Lelong.
Pierre-Arsène Lelong (12 août 1795, Château-du-Loir - 29 décembre 1889, Château-du-Loir), est un homme politique français.

## Biographie
Avocat dans sa ville natale, il fut élu, le 28 octobre 1830, député du collège de département de la Sarthe, en remplacement de Bouthier de Rochefort, démissionnaire. Il se rallia nettement au gouvernement issu de la révolution de juillet, mais il ne tarda pas à lui devenir hostile. Combattu par l'administration, il échoua successivement: aux élections du 5 juillet 1831, dans le 3e collège de la Sarthe (La Flèche), et dans le 4e collège du même département (Saint-Calais) ; le 11 juin 1834, dans ce dernier collège ; le 3 janvier 1835, à une élection partielle, dans le 2e collège de la Sarthe (Le Mans). Il rentra au parlement le 4 novembre 1837, élu dans deux collèges de la Sarthe. Il opta pour La Flèche, fut remplacé au Mans par Paillard-Ducléré et reprit sa place dans l'opposition libérale. Réélu à la Flèche, le 2 mars 1839, il continua de siéger au centre gauche, fit de l'opposition en 1837 et 1838 au ministère Molé-Montalivet, et vota pour les fortifications de Paris, pour les incompatibilités, pour l'adjonction des capacités, contre la dotation du duc de Nemours, contre le recensement. Il ne se représenta pas après cette législature. Il devint par la suite maire et conseiller de Château-du-Loir, et mourut à 95 ans.

## Sources
- « Pierre-Arsène Lelong », dans Adolphe Robert et Gaston Cougny, Dictionnaire des parlementaires français, Edgar Bourloton, 1889-1891 [détail de l’édition]